# Pumitrozzole

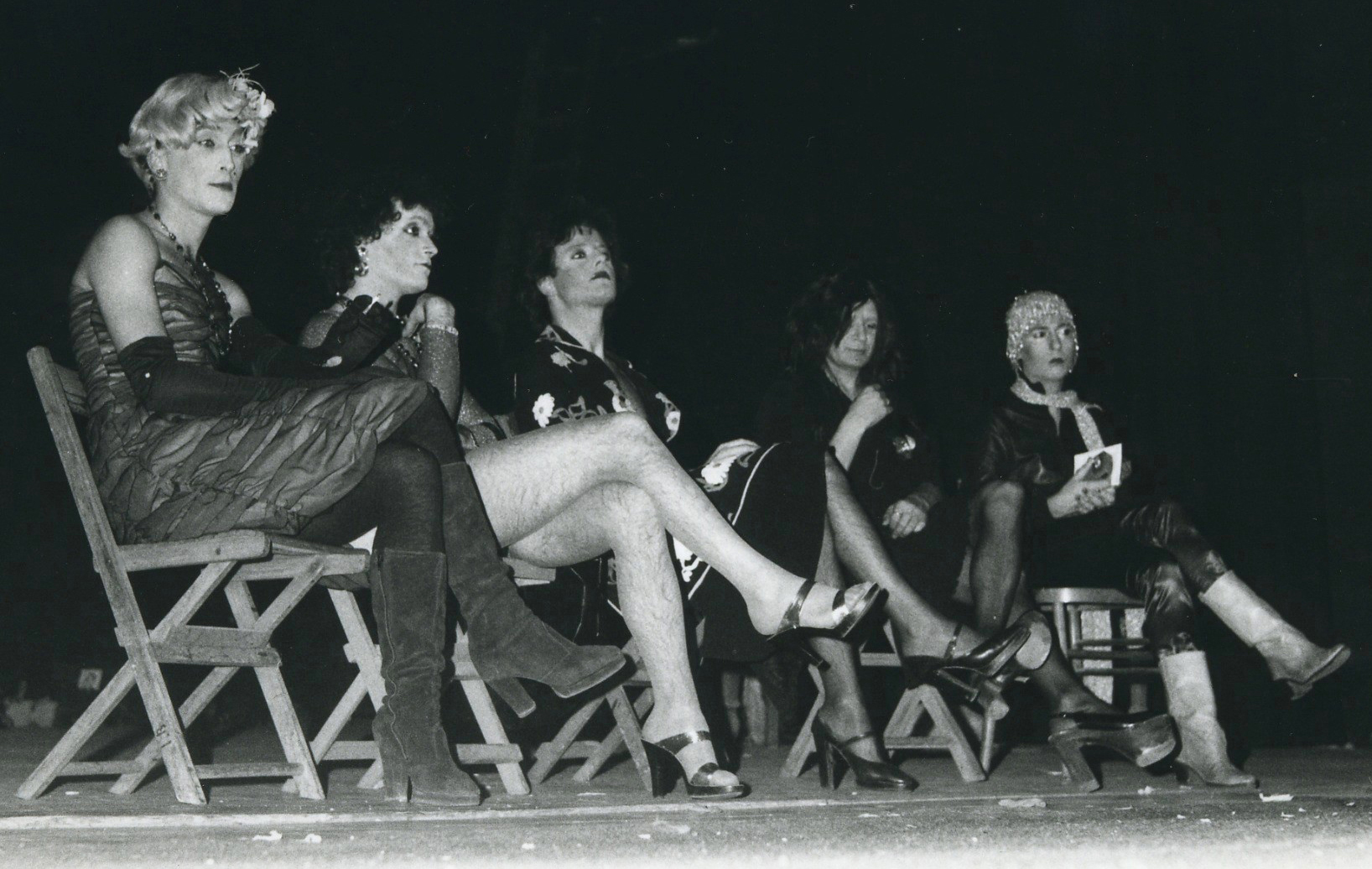
Rappresentazione en travesti nel corso del primo Festival di cinema/musica/teatro gay organizzato a Parma dal gruppo costitutivo delle successive Pumitrozzole, dicembre 1977

Le Pumitrozzole è stato un collettivo canoro en travesti italiano formatosi nel 1979 dalle file del preesistente K.T.T.M.C. & C. (Kollettivo Teatrale Trousses Merletti Cappuccini & Cappelliere), storico gruppo teatrale gay distinstosi sulle scene underground dei tardi anni settanta.

## Storia

### Gli albori
Un gruppo di amici gay fonda nel maggio 1976 i C.O.P. (Collettivi Omosessuali Padani) e iniziano subito a organizzare delle performance.
Si tratta di: "La Silvia" (Silvio Malacarne di Brescello), "L'Azzotti" (Attimo Azzoni di Porcellasco), "La Gulli" (Guglielmo Aschieri di Sesto ed Uniti), "La Fabi" (Fabio Saccani di Cremona), "Il Kiwi" (Mario Zanardi di Orio al Serio), "La Giusi" (Giuseppe Bovo di Mogliano Veneto).
Il gruppo diventa ospite fisso a Radio Popolare (del Movimento Studentesco di Parma), con interventi sarcastici e di provocazione sull'ortodossia voluta dai "compagni". La radio privata viene però oscurata, e alla riassegnazione delle frequenze i C.O.P. non rientreranno più nel palinsesto. Ciò sarà motivo, il 3 aprile 1977, perché i C.O.P. si trasformino in K.T.M.C. & C. che debutta in teatro con il primo spettacolo Pissi Pissi Bao Bao, un cabaret politico-surreale, sorta di collage finto-ideologico audace, ironico e trasgressivo, in cui tutto il gruppo partecipa rigorosamente en travesti. La sua struttura aperta permette la partecipazione estemporanea di altri amici.

### Il K.T.T.M.C.C.
Il K.T.T.M.C.C. prendeva in giro usi e costumi della società italiana di allora con acuto umorismo cinico e grottesco. Lo spettacolo, come gli altri che seguirono, era di spiccato gusto camp. L'impegno politico dissacrante era sempre forte e spesso in contrasto con quello di altri gruppi gay, che già aspiravano a riconoscimenti più istituzionali. Il campo d'azione era prevalentemente quello del linguaggio.

### Arrivano le Romane
Nel giugno 1977 il K.T.M.C. & C. viene invitato a Roma al cineclub L'occhio, l'orecchio e la bocca da Gianni Romoli nella rassegna L'orribile verità a cura del F.F.A.G. (Frocie Folli Audiovisive Gotiche). Con quest'occasione entrano nel gruppo: "La Faga" (Flavio Merkel del gruppo F.F.A.G. - Roma), "La Queebah" (Paolo Belluso del gruppo CARO - Roma), "La Ufa" (Claudio Valentini del gruppo CARO - Roma).
Insieme debuttano al teatro La Ribalta di Bologna. Dapprima va in scena Crisco o la difficoltà di essere omosessuali in Siberia - Molto liberamente tratto da una pièce di Copi con la regia di Massimo Iacoboni detto La Voguette. Poi è la volta di Sentiere Selvagge in Panavision, che con un défilé di abiti improbabili e iperrealisti (come il modello torno-da-mia-madre o il modello trasloco o lo chemisier-da-metalmeccanico) riusciva a raccontare, in un blog ante litteram, sia la fine della lotta operaia che l'ascesa del disimpegno giovanile. Esce poi Una signora di lusso di Giuseppe Bovo, ironico atto unico sui salotti letterari e artistici.
Oltre a replicare il proprio repertorio, il K.T.M.C. & C. organizza rassegne teatrali, cui partecipano tutti i nomi di spicco del mondo LGBT dell'epoca: Mario Mieli, Ivan Cattaneo, Alfredo Cohen, Erio Masina, Ciro Cascina. Nell'ottobre del 1978 il gruppo decide di mettere in scena la Salomè di Oscar Wilde, riveduta e corretta in chiave musical, ma il progetto, troppo ambizioso, fallisce per mancanza di fondi e finanziamenti. Il mancato arrivo delle sovvenzioni statali costringe il gruppo a esibirsi in performance basate sullo spettacolo Sentiere Selvagge in Panavision.

### Nascono le Pumitrozzole
Nel 1979 a presentare i modelli e i playback delle performance viene chiamato un amico di "La Fabi", Mauro Coruzzi di Parma, detto "La Cicciona", che poi nel tempo prenderà sempre di più il ruolo di manager del gruppo. Fu durante una loro esibizione a una festa organizzata a Trastevere al Mago di Oz, storica creperia di Giovanna Ducrot, che Fabio Saccani inventa la crêpe Pu.mi.tro.zzo.la, PUttana, MIgnotta, TROia, ZOccola, LAdra (che al plurale Pu.mi.tro.zzo.le è però PUttane, MIgnotte, TROie, ZOccole, LEsbiche). Maurizio Millenotti, costumista, tra il pubblico, resta incantato da questo gruppo meravigliosamente squinternato e decide disinteressatamente di collaborare a tempo perso per i costumi, che diventeranno sempre più fantasiosi e curati.
Il gruppo delle Pumitrozzole diventa popolare nel giro delle discoteche e rassegne gay e non solo. Nel 1983 nel gruppo ci sono nuove entrate stabili: "La Paleo" (Eddy Palescandolo di Salerno), "La Nana" (Claudio Grimaldi di Napoli), "La Raffa" (Raffaello Mitti di Bassano del Grappa). Partecipano ai cori dell'album Giuni (1986), della cantautrice palermitana Giuni Russo. Le Pumitrozzole si esibiranno con successo fino al loro scioglimento intorno al 1986. "La Cicciona" continuerà come Platinette in televisione e in radio, la Paleo continuerà separatamente il suo percorso en travesti.

## Formazione
- Silvio Malacarne "La Silvia" (1976-1986)
- Attimo Azzoni "L'Azzotti" (1976-1986)
- Guglielmo Aschieri "La Gulli" (1976-1986)
- Fabio Saccani "La Fabi" (1976-1986)
- Mario Zanardi "Il Kiwi" (1976-1986)
- Giuseppe Bovo "La Giusi" (1976-1986)
- Flavio Merkel "La Faga" (1977-1986)
- Paolo Belluso "La Queebah" (1977-1986)
- Claudio Valentini "La Ufa" (1977-1986)
- Mauro Coruzzi "La Cicciona" (1979-1986)
- Eddy Palescandolo "La Paleo" (1983-1986)
- Claudio Grimaldi "La Nana" (1983-1986)
- Raffaello Mitti "La Raffa" (1983-1986)

## Spettacoli
- Pissi Pissi Bao Bao (1977)
- Crisco o la difficoltà di essere omosessuali in Siberia - Molto liberamente tratto da una pièce di Copi (1977)
- Sentiere Selvagge in Panavision (1977)

## Discografia
Collaborazioni
1986 - Giuni Russo Giuni